# Arthur Davis
Pour les articles homonymes, voir Davis.
Arthur Davis, né le 14 juin 1905 à Yonkers, New York (États-Unis) et décédé le 9 mai 2000, est un animateur, réalisateur, scénariste et producteur américain.

## Biographie
Davis est né le 14 juin 1905, de parents hongrois. Il est le frère cadet des animateurs Mannie et Phil Davis.

## Filmographie

### Réalisateur
- 1930 : The Museum
- 1935 : Neighbors
- 1936 : The Health Farm
- 1937 : The Little Match Girl
- 1938 : The Foolish Bunny
- 1938 : Hollywood Graduation
- 1940 : Mr. Elephant Goes to Town
- 1941 : The Way of All Pests
- 1941 : The Cute Recruit
- 1941 : The Great Cheese Mystery
- 1944 : Carmen's Veranda
- 1946 : Mouse Menace
- 1947 : The Goofy Gophers
- 1947 : The Foxy Duckling
- 1947 : Doggone Cats
- 1947 : Mexican Joyride
- 1947 : Catch as Cats Can
- 1948 : What Makes Daffy Duck
- 1948 : Nothing But the Tooth
- 1948 : Bone Sweet Bone
- 1948 : The Rattled Rooster
- 1948 : Dough Ray Me-ow
- 1948 : The Pest That Came to Dinner
- 1948 : Odor of the Day
- 1948 : The Stupor Salesman
- 1948 : Riff Raffy Daffy
- 1948 : Two Gophers from Texas
- 1948 : A Hick a Slick and a Chick
- 1949 : Holiday for Drumsticks
- 1949 : Porky Chops
- 1949 : Bowery Bugs
- 1949 : Bye, Bye Bluebeard
- 1962 : Quackodile Tears
- 1968 : The Pink Package Plot
- 1968 : Pinkcome Tax
- 1969 : In the Pink of the Night
- 1969 : Sweet and Sourdough
- 1969 : La Panthère rose ("The Pink Panther Show") (série télévisée)
- 1969 : Here Comes the Grump (série télévisée)
- 1969 : A Pair of Sneakers
- 1969 : Dune Bug
- 1969 : A Pair of Greenbacks
- 1970 : Say Cheese, Please
- 1970 : A Taste of Money
- 1970 : Bridgework
- 1970 : Doctor Dolittle (série télévisée)
- 1970 : War and Pieces
- 1970 : Mumbo Jumbo
- 1970 : Don't Hustle an Ant with Muscle
- 1971 : Rough Brunch
- 1971 : Trick or Retreat
- 1971 : Mud Squad
- 1971 : From Bed to Worse
- 1971 : The Great Continental Overland Cross-Country Race
- 1971 : A Fink in the Rink
- 1971 : Pink Tuba-Dore
- 1971 : Cattle Battle
- 1971 : Psst Pink
- 1971 : Pink-In
- 1971 : Croakus Pocus
- 1972 : Flight to the Finish
- 1972 : Support Your Local Serpent
- 1972 : Punch and Judo
- 1972 : Camera Bug
- 1972 : Blue Racer Blues
- 1973 : Wham and Eggs
- 1978 : Pink of Baghdad
- 1978 : The All New Pink Panther Show (série télévisée)
- 1978 : Pink Trumpet
- 1978 : Pink Press
- 1978 : The Pink of Bagdad
- 1978 : Pinktails for Two
- 1978 : Pink Bananas
- 1978 : Star Pink
- 1979 : Pink Suds
- 1980 : The Yolk's on You (TV)
- 1980 : Daffy Flies North (TV)
- 1984 : Le Défi des gobots ("Challenge of the GoBots") (série télévisée)
- 1985 : Les Treize Fantômes de Scooby-Doo (The 13 Ghosts of Scooby-Doo) (série télévisée)
- 1986 : Pepe Le Pew's Skunk Tales (vidéo)
- 1986 : The Bugs Bunny and Tweety Show (série télévisée)
- 1988 : Scooby-Doo : Agence Toutou Risques (A Pup Named Scooby-Doo) (série télévisée)

### comme Scénariste
- 1960 : Dai-sanji sekai taisen: Yonju-ichi jikan no kyofu